# Municipio de Arthur (condado de Traverse)
El municipio de Arthur (en inglés: Arthur Township) es un municipio ubicado en el condado de Traverse en el estado estadounidense de Minnesota. En el año 2010 tenía una población de 81 habitantes y una densidad poblacional de 0,86 personas por km².

## Geografía
El municipio de Arthur se encuentra ubicado en las coordenadas 45°38′12″N 96°42′15″O / 45.63667, -96.70417. Según la Oficina del Censo de los Estados Unidos, el municipio tiene una superficie total de 94.21 km², de la cual 93,59 km² corresponden a tierra firme y (0,65 %) 0,62 km² es agua.

## Demografía
Según el censo de 2010, había 81 personas residiendo en el municipio de Arthur. La densidad de población era de 0,86 hab./km². De los 81 habitantes, el municipio de Arthur estaba compuesto por el 100 % blancos. Del total de la población el 0 % eran hispanos o latinos de cualquier raza.